# 福井大学教育学部附属幼稚園
福井大学教育学部附属幼稚園（ふくいだいがくきょういくがくぶふぞくようちえん）は、福井県福井市二の宮にある幼稚園。
2016年（平成28年）4月の学部改称により、1999年（平成11年）以来17年ぶりに「福井大学教育学部附属幼稚園」の名称に戻った。

## 所在地
- 福井県福井市二の宮4丁目45-1

## 沿革
- 1967年（昭和42年）- 「福井大学教育学部附属幼稚園」が設置される。
- 1968年（昭和43年）- 新園舎に移転。
- 1999年（平成11年）4月1日 - 「福井大学教育地域科学部附属幼稚園」に改称。
- 2004年（平成16年）4月1日 - 国立大学法人化。
- 2016年（平成28年）4月1日 - 学部名の改称により「福井大学教育学部附属幼稚園」（現園名）に改称。

## 出身著名人
- 坂川優　福井市長
- 笹木竜三　民主党衆議院議員
- 池田光咲　ファッションモデル、女優

## 学校周辺
- えちぜん鉄道新田塚駅
- 新田義貞戦没地
- 福井県立藤島高等学校
- 福井県立博物館